# Hoyorredondo
Hoyorredondo es un municipio y localidad española de la provincia de Ávila, en la comunidad autónoma de Castilla y León. El término municipal tiene una población de 59 habitantes (INE 2024).

## Geografía
Tiene una superficie de 17,22 km². Pertenece al partido judicial de Piedrahíta. Tiene cinco anejos: El Castillo, La Alameda, Las Casillas, Las Casas y La Carrera. Está situado a más de 1040 m de sobre el nivel del mar, en la carretera de Piedrahíta a Béjar en el Valle de Corneja.

## Historia
Hacia mediados del siglo XIX, el lugar tenía contabilizada una población de 391 habitantes. La localidad aparece descrita en el noveno volumen del Diccionario geográfico-estadístico-histórico de España y sus posesiones de Ultramar de Pascual Madoz de la siguiente manera:

HOYO-REDONDO: l. con ayunt. de la prov. y dióc. de Avila (11 leg.), part. jud.de Piedrahita (1), aud. terr. de Madrid (27), c. g. de Castilla la Vieja (Valladolid 25): sit. entre varias peñas; le combaten todos los vientos, y su clima es propenso á gástricas intermitentes é inflamatorias: tiene 5 anejos titulados Alameda, Carrera, Casas del Camino, Casillas y Castillo, y todos juntos componen 100 casas de mala construccion; hay casa de ayunt.; escuela de instruccion primaria comun á ambos sexos, á la que concurren 30 alumnos que se hallan á cargo de un maestro dotado con 320 rs. y 22 fan. de trigo; y una igl. parr. (Ntra. Sra. de la Asuncion), servida por un párroco, cuyo curato es de entrada y de presentacion ó nombramiento del cabildo de Piedrahita. El térm. confina N. Almohalla y Palacios; E. Aldehuela; S. Horcajada: se estiende 1/2 leg. por N. y O., y 1 por E. y S. y comprende un monte de encina que circunda la pobl.; y 12 fuentes de buenas aguas, de las que se utilizan los vec. para sus usos. El terreno es de inferior calidad. caminos: los que dirigen á los pueblos limítrofes en mal estado: el correo se recibe de la cap. del part. los miércoles y sábados, y salen los miércoles y domingos. prod.: trigo, cebada, centeno, garbanzos, patatas y iino; mantiene ganado lanar, vacuno, cabrio y de cerda; cria caza de perdices, conejos y liebres. pobl.: 95 vec., 391 alm. cap. prod.: 622,775 rs. imp.: 24,911. ind. y fabril 800. contr.: 6,004 rs. con 18 mrs.
(Madoz, 1847, pp. 245-246)

## Demografía
Hoyorredondo cuenta con una población de 59 habitantes (INE 2024).
| Gráfica de evolución demográfica de Hoyorredondo entre 1842 y 2021                                                                                                   |
| |
| Población de derecho según los censos de población del INE. Población de hecho según los censos de población del INE.En este censo se denominaba Hoyo Redondo: 1842. |

## Patrimonio
En la localidad hay una iglesia bajo la advocación de Nuestra Señora de la Asunción. Comenzada a construir en el siglo XVI, presenta una cabecera poligonal con una amplia nave y una robusta torre a los pies, erigida sobre un basamento rocoso al que se tiene acceso por una pequeña puerta con arco de medio punto en forma de herradura. Dicha torre es anterior a la fábrica de la nave del templo que adosa su mampostería sobre los sillares y molduras de la misma.  La amplia nave mayor tiene tres grandes arcos diafragmas con aires góticos. En el interior configuran un amplísimo salón poco iluminado con paramentos donde perdura el blanqueado original. Su cubierta es una armadura de par y nudillo que adorna el almizate con lazo de ocho y cruceta. Mientras que en su suelo aún perduran antiguas sepulturas. El retablo mayor y los dos laterales son barrocos. Tiene imágenes de Nuestra Señora de la Asunción, San Andrés, La virgen del Rosario y San Antonio, La Dolorosa y una pequeña escultura de la virgen del Pilar y un Cristo crucificado.

## Cultura
Fiesta de la Asunción el 15 de agosto, la matanza, jugar a la calva y artesanía de paja y mimbre: se realizan gorras típicas de Ávila.